# (7862) Keikonakamura
(7862) Keikonakamura – planetoida z pasa głównego asteroid okrążająca Słońce w ciągu 4 lat i 288 dni w średniej odległości 2,84 j.a. Została odkryta 2 marca 1981 roku w Siding Spring Observatory w Australii przez Schelte Busa. Nazwa planetoidy pochodzi od Keiko Nakamury Messenger (ur. 1973), naukowca przy NASA Johnson Space Center. Przed nadaniem nazwy planetoida nosiła oznaczenie tymczasowe (7862) 1981 EE28.